# Пурпурная проза
Пурпурная проза в литературоведении — прозаический текст, который является настолько экстравагантным, вычурным и витиеватым, что затрудняет понимание заложенного в нём смысла. Пурпурная проза характеризуется широким использованием прилагательных, наречий, субстантивов и метафор. Когда она ограничена определенными пассажами, те могут называться пурпурными лоскутами или пурпурными пассажами, выделяясь из остального текста.
Пурпурная проза критикуется достаточно часто для того, чтобы, по словам романиста Пола Уэста, было «определенным нахальством говорить прозой такой насыщенной, сочной и полной новизны. Пурпурный стиль [часто рассматривается как] аморальный, недемократичный и неискренний; в лучшем случае лишь претендующий на художественность, в худшем — всеуничтожающий ангел порока».

## Происхождение
Термин пурпурная проза происходит от отсылки к римскому поэту Горацию, писавшему в Арс поэтика (14-21, пер. М. Д. Дмитриева):
Inceptis grauibus plerumque et magna professis

purpureus, late qui splendeat, unus et alter

adsuitur pannus, cum lucus et ara Dianae

et properantis aquae per amoenos ambitus agros

aut flumen Rhenum aut pluuius describitur arcus;

sed nunc non erat his locus. Et fortasse cupressum

scis simulare; quid hoc, si fractis enatat exspes

nauibus, aere dato qui pingitur?
«К пышному, много собой обещавшему громко началу

Часто блистающий издали ло́скут пришит пурпуровый,

Или описан Дианин алтарь, или резвый источник,

Вьющийся между цветущих лугов, или Рейн величавый,

Или цветистая радуга на небе мутно-дождливом.

Но у места ль она? Ты, быть может, умеешь прекрасно

Кипарис написать? Но к чему, где заказан разбитый

Бурей корабль с безнадежным пловцом?»